# Лоуренсій
Лоуре́нсій (Lr) — штучно одержаний радіоактивний хімічний елемент, актиноїд, символ Lr, атомний номер 103, атомна маса 262.11. Дуже короткоживучий. Найстабільніший ізотоп — 260Lr — має період напіврозпаду 3 ± 0,5 хвилини. Період напіврозпаду ізотопу 256Lr близько 30 с. Електронна  конфігурація [Rn] 5f146d17s2;  період 7, група 3, f-блок (актиноїд). Ступінь окиснення +3.
Проста речовина — лоуренсій. Метал, т. пл. 1627 °С. Отримано бомбардуванням ізотопів каліфорнію йонами 10В та 11В.

## Історія
Перші повідомлення про синтез лоуренсію надійшли з Берклі у (США)в 1961 року. Елемент було названо ім'ям винахідника і творця циклотрона Ернеста Лоуренса. Експериментатори із Дубни (СРСР) чотири роки потому (1965) здійснили незалежне отримання кількох ізотопів 103-го елементу. Відтворити результати досліду американських колег радянським вченим не вдалося і роботу американців 1961 року було поставлено під сумнів. Переконливі результати синтезу декількох ізотопів 103-го елемента у Берклі було опубліковано 1971 року. Вони збігалися з результатами дубненських досліджень і дещо відрізнялися від результатів 1961 року. Тому дослідники з Дубни вважають себе першовідкривачами і ставили питання про його перейменування, пропонуючи назву резерфордій (Rf). Ця назва збереглася у деяких виданнях.
Рішенням IUPAC за 103-м елементом закріплено назву лоуренсій.

## Отримання
Вперше отримано при обстрілі ізотопів каліфорнію ядрами атомів бору:
{\displaystyle \mathrm {^{249-252}_{\ \ \ \ \ \ 98}Cf\ +\ _{\ \ \ \ \ 5}^{10-11}B\ \longrightarrow \ \ _{103}^{257}Lr\ +\ x\ _{0}^{1}n} }
{\displaystyle \mathrm {^{249-252}_{\ \ \ \ \ \ 98}Cf\ +\ _{\ \ \ \ \ 5}^{10-11}B\ \longrightarrow \ \ _{103}^{258}Lr\ +\ x\ _{0}^{1}n} }

## Інтернет-ресурси
- Los Alamos National Laboratory's Chemistry Division: Periodic Table – Lawrencium [Архівовано 14 вересня 2015 у Wayback Machine.]
- Lawrencium [Архівовано 11 жовтня 2015 у Wayback Machine.] at The Periodic Table of Videos (University of Nottingham)